# Árvores e personagens numa barquinha
Saules et personnages dans une barque, cuja tradução para a língua portuguesa é Árvores (Chorões) e personagens numa barquinha, é um óleo sobre tela da autoria do impressionista francês Pierre-Auguste Renoir, pintado em, aproximadamente, 1880.
Saules et personnages dans une barque inclui-se num grupo de pinturas alusivas aos rios dos arredores de Paris, concebidos por Renoir por neste período. Um grupo que inclui também o famoso Déjeuner des canotiers, hoje patente da Phillips Collection, em Washington D.C.. Por este tempo, Renoir focou-se na representação das pessoas no seu tempo livre e no decorrer das suas actividades «menos básicas». Nesta pintura, o tema não varia muito. Pierre-Auguste Renoir pintou uma mistura de um barco flutuante, levando gente por um passeio, com uma estranha e curiosa ausência de remos.
O rio revelou-se um excelente tema para Renoir, em parte, devido aos múltiplos jogos de luz e reflexos na água, a plenitude de Natureza, um tema óptimo para a exploração da técnica impressionista. O ambiente envolvente, pictórico naturalmente, talvez tenha acalentado as lembranças da pintura do seu amigo Monet. Ironicamente, é quase certo que, no primeiro olhar que deitamos à tela, nos pareça que foi pintada por Claude Monet. Mas, se bem observada, podem nela ser encontradas características da obra ainda jovem de Renoir.
Foi por este tempo que Renoir se aplicou no estudo da técnica daquele seu amigo. Foi por esta época que começou a fazer as suas primeiras descobertas sobre a cor, a Natureza, que, posteriormente, lhe vieram a ser favoráveis até nos retratos. Neste período Renoir parte em busca da perfeição, explora a luz e a cor o mais possível, e são frequentemente vistos trabalhos desta época nos mais importantes museus do Mundo. Aperfeiçoou a sensação de movimento, degula a estética comum dos seus modelos.
A água era fonte de inspiração para a maioria dos impressionistas, basta olhar para a obra de Monet, Boudin, Alfred Sisley, Henri-Edmond Cross, Gustave Caillebotte e tantos outros. Muitos, como Pissaro, recorriam à Natureza, em especial, os bosques. Outros ainda, como Degas e Isaac Israel, levavam os seus quadros numa assiduidade citadina e quotidiana. Renoir era uma compilação de tudo isso, com muita intensidade. Renoir era o pintor do tudo e do nada. O tudo dava em algo, o nada dava em tudo. Do tudo surgia uma paisagem, do nada uma cidade.
São exultantes os reflexos na água, nesta tela. Um paleta que varia entre o branco, o verde e o azul. O reflexo dos quatro passageiros do barco na água doce do Sena, faz-se notar na margem direita do quadro. O verde do arvoredo, vedado por reflexos dourados da luz do sol. O branco que separa cada galho da árvore da esquerda. As montanhas ao fundo, cortando a paisagem incerta. Um telhado castanho manchando o céu de uma tarde, talvez de Primavera. Uma sobriedade plástica viva e fulminante. Um jogo de luzes notável. Uma teatralidade emotiva, um sabor emotivo.
Uma das composições impressionistas mais bem concebidas da história deste movimento, que marcou e escandalizou irreversivelmente o oitocento europeu.

## Venda em2007
O quadro de Pierre-Auguste Renoir foi vendido na casa Christie's, em Londres, a 6 de Fevereiro. A sua estimativa máxima era de 1.500.000 libras britânicas.